# Dooabia transrufa
Dooabia transrufa là một loài bướm đêm trong họ Geometridae.